# 2022年降低通胀法
《2022年降低通胀法》是美国国会在2022年8月通过的法案，内容涵盖税收、清洁能源、医疗等领域，旨在缓解国内通货膨胀、降低处方药价和推行环境友好的政策。该法案是此前民主党提出的《重建美好法》的修改版本。为了满足西弗吉尼亚州参议员乔·曼钦的要求，该法案删减和修改了许多《重建美好法》的内容，最终在民主党内部达成一致，并得到纽约州参议员查克·舒默和乔·曼钦的共同支持。该法案采用国会预算调和的形式，因此可以不受冗长辩论（filibuster）的阻碍而直接进行投票。

## 立法过程
《重建美好法》是第117屆國會提出的一項法案，旨在實現重建更美好計劃的各個方面。它是從美國就業計劃以及《基礎設施投資和就業法》中分離出來，作為一個3.5兆美元的预算调和方案，其中包括與氣候變化和社會政策相關的條款。經過談判，降至約2.2兆美元。眾議院於2021年11月19日以220对213票通過了該法案。
2022年7月该法案經過修改成為《2022年降低通膨法》。2022年8月7日，参议院以51对50票通过，其中50票赞成全部来自民主党、50票反对全部来自共和党，副总统卡玛拉·哈里斯投出决胜票。2022年8月12日，众议院以220对207票通过，其中支持票全部来自民主党，反对票全部来自共和党。2022年8月16日，由美国总统乔·拜登签字生效。

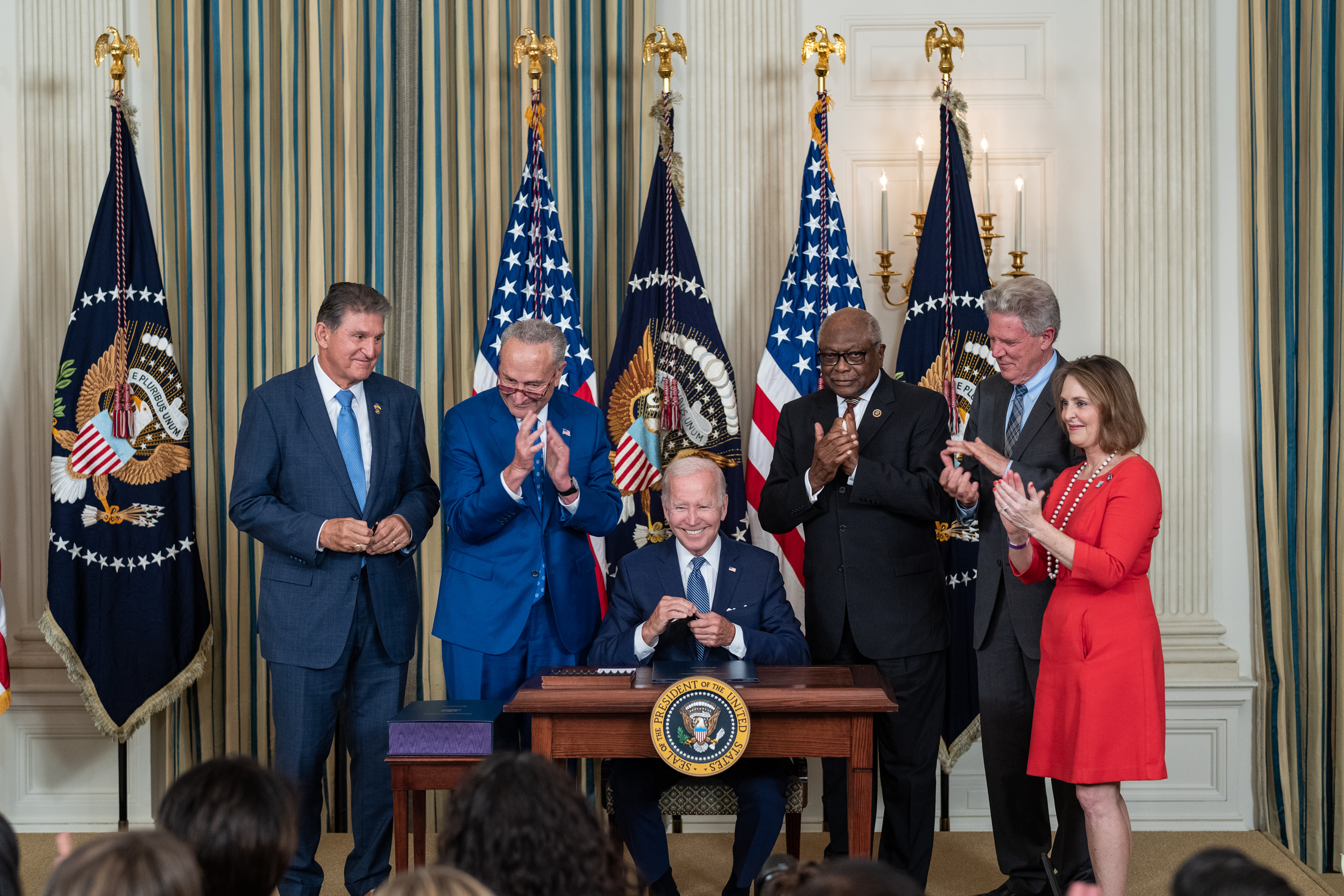
拜登簽署《2022年降低通脹法》

## 内容
该法案收入来源包括，
- 对于年收入超过10亿美元的企业，征收最低15%的企业税。目前美国企业税率为21%，但由于税法中的各项漏洞，实际上很多企业所缴纳的企业税率远低于21%，该法案设定了最低税率，预计增收3,130亿美元。
- 处方药价改革。该法案允许联邦卫生部部长与药厂协调谈判联邦医疗保险覆盖的特定药物价格，该谈判将在2026年覆盖10种药物，在2029年覆盖20种药物。该法案还会将联邦医疗保险患者的处方药支出上限设定为2,000美元。[4]该部分法案预计增收2,880亿美元。
- 强化国税局税收执法。据估计，美国每年由于报税作假和会计准则滥用损失大约1兆美元的税收。[5]该法案计划为国税局投入数百万美元的资金支持，以辅助其追查漏缴、错缴的税款，预计增收1,240亿美元。
- 引入1%的股票回购税。此前法案计划修补附带权益（carried interest）税收漏洞，可增收约140亿美元。但由于亚利桑那州参议员西内马的反对，该变动并没有出现在最终通过的版本中。取而代之的是股票回购税项的引入，该项税收将于2023年开始实行，预计增收701亿美元。
- 如果任何电池组件是由“受关注的外国实体”制造或组装的，那購買使用該電池的汽車的消费者將無法獲得價值7,500美元的电动汽车税收抵免。[6]

该法案支出项目包括，
- 应对国家能源安全和全球暖化，预计支出3,690亿美元。
- 《平价医疗法案》内容扩充，预计支出640亿美元。

根据预计，该法案可以缩减超过3,000亿美元的财政赤字。

## 影响

### 藥價談判
2024年8月15日，在《2022年降低通脹法》簽署兩年後，拜登政府公佈第一輪藥物價格談判結果，十種藥物將會大幅減價38%至79%不等，并每年為美國醫療保險（Medicare）節省約60億美元開支，另節省醫保個人自付費用約15億美元開支，協議將在2026年1月1日正式生效。其中包括:

| - Januvia(糖尿病) - Fiasp FlexTouch (糖尿病) - Farxiga (糖尿病、心臟衰竭和慢性腎臟病) - Enbrel (類風濕性關節炎、牛皮癬及乾癬性關節炎) - Jardiance (糖尿病、心臟衰竭和慢性腎臟病) | - Stelara (牛皮癬、牛皮癬關節炎、克隆氏症、潰瘍性結腸炎) - Xarelto (血栓，降低冠狀動脈或周邊動脈疾病) - Eliquis (血栓) - Entresto (心臟衰竭) - Imbruvica (血癌) |

2025年1月17日，拜登政府宣佈《削減通脹法案》下的第二輪藥價談判清單，當中覆蓋十五種聯邦醫療保險 (Medicare)紅藍卡藥物，最終談判價值預料秋天公佈，預計可以為納稅人每年再節省數十億美金開支。其中包括:

| - Ozempic( 2型糖尿病和肥胖症) - Trelegy Ellipta (哮喘和慢性阻塞性肺疾病) - Xtandi (前列腺癌) - Promalyst (多發性骨髓瘤) - Ibrance (乳腺癌) - Ofev (特發性肺纖維化) - Linzess (腸易激綜合症) - Calquence (血癌) | - Austedo (亨丁頓舞蹈症或遲發性運動障礙) - Breo Ellipta (COPD和哮喘) - Tradjenta (2型糖尿病) - Xifaxan (腹瀉) - Vraylar (重度抑鬱或躁鬱症) - Janument (2型糖尿病) - Otezla (牛皮癣和牛皮癣關節炎)。 |

### 綠色產業
美國能源信息署發表的2023年度《二氧化碳排放量報告》指出2023年的美國能源二氧化碳排放量較2022年下降7%，住宅、商業領域與能源相關的碳排放均有較顯注改善。
根據清潔投資監測報告，自從《2022年降低通膨法》通過後，2023年第四季度的潔淨能源投資較2022年度同比上升40%、公用事業太陽能和儲存系統部署投資上升50%、清潔技術的製造業上升153%，而新興氣候技術的部署則比去年同期提升超過十倍（從9億美元成長至91億美元）。美國清潔能源技術的公共和私人投資則從2022年的1740億美元上升至2023年的2370億美元，年升幅達36.2%。2023年潔淨能源行業增加了14.2萬個就業崗位，約佔去年全國新增就業人數總數的5%，就業工人的薪資亦比平均高出21%，而工人中有12%加入了工會，這一比例高於整體能源產業。
美國稅務基金會指出，法案內容中對綠色能源的稅收抵免和補貼，原來預料在2023到2031年的成本2710 億美元左右，但結果是法案實施後受到投資者和消費者的熱烈歡迎和參與，使得2023到2031年的稅收抵免和補貼成本上升至5360億美元，其中先進製造業生產抵免、改良能源抵免和電動車抵免佔比最多。2025年5月16日，特朗普政府提出的《大而美法案》計劃取消美國《2022 年降低通脹法》中，每輛電動車最高7,500 美元的聯邦稅收抵免。

### 外國反制
2023年4月20日，加拿大政府為对抗美国推出的《2022年降低通胀法》，決定将向德国大众汽车提供130亿加元的补贴，用于大众在加拿大安大略省圣托马斯建立电动汽车电池工厂。加拿大方面表示，只要美国的《2022年降低通胀法》仍然有效，加拿大政府就会一直提供补贴；若是美国减少补贴，加拿大也会相应地减少补贴。
2024年3月26日，中国以降低通胀法將使用美国等特定地区产品作为补贴前提，将中国等世贸组织成员产品排除在外為由，就美国《2022年降低通胀法》有关新能源汽车补贴等措施诉诸世界贸易组织争端解决机制。